# Cashel
Cashel (en irlandès Caiseal o "fortificació") és una ciutat del Comtat de Tipperary sud a Irlanda. S'hi trobar el conjunt monumental del Rock of Cashel, una fortalesa medieval situada en un pujol als afores del poble. Cashel és la seu d'un arquebisbat catòlic (encara que la catedral es troba a Thurles) i d'un bisbat anglicà, el bisbe del qual és també bisbe d'Ossory i resideix a Kilkenny.

## Transport
Cashel es troba molt a prop de la carretera M8 que comunica Dublín amb Cork, ciutats amb les quals es connecta mitjançant autobusos regulars de Bus Eireann. De fet, Cashel solia ser un embut de trànsit, fins que es va construir la variant que evita travessar-la.

## Història

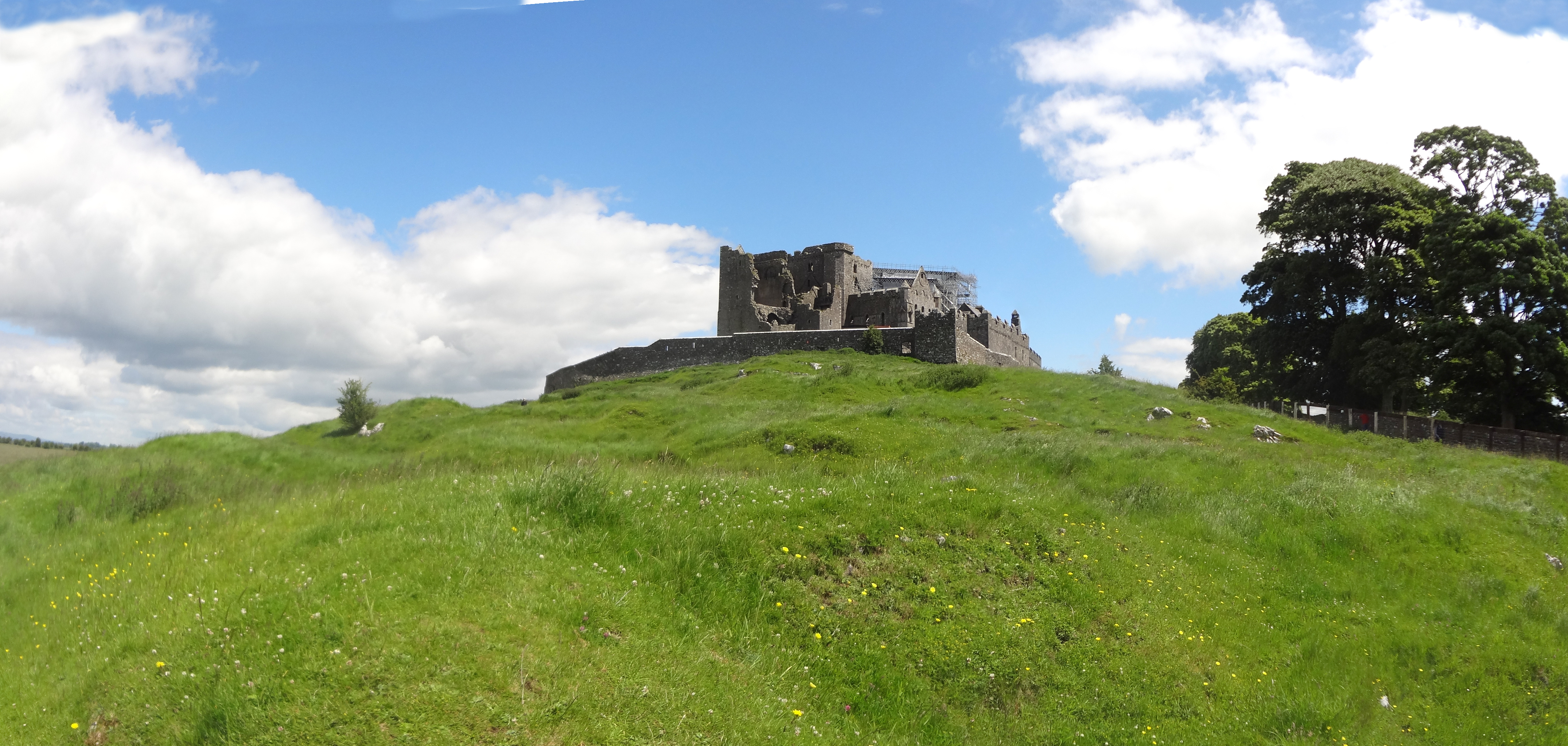
Roca de Cashel

La «Roca de Cashel», a la qual el poble deu la seva existència, és un pujol, de roca calcària, que s'eleva abruptament sobre el terreny fèrtil conegut com a Golden Vale. Al cim d'aquest pujol hi ha un grup d'edificacions, avui en ruïnes, amb un important valor històric i artístic. Encara que actualment la població de la vila no arriba a les 3.000 persones, durant l'edat mitjana va ser un important centre comercial, polític i religiós.
Cashel es va transformar a la capital de Munster al voltant del segle iv, quan Corc, de la dinastia Eóganachta, va erigir un fort a la Roca, i la Carta de Drets indica que a Cashel es cobraven els tributs dels seus súbdits. Posteriorment, al segle v, Sant Patrici hauria batejat al tercer rei de Cashel, Óengus (o Angus) Mac Natfraich encara que potser el va batejar Pal·ladi d'Escòcia. L'any 977 Brian Boru, de la dinastia Dál gCais, va usurpar el tron de Munster i va ser el primer rei no Eóghanacht a ocupar el tron en més de cinc segles. En 1101 el seu net, el rei Muircheartach Ua Briain, va donar el terreny i les possessions de Cashel al Bisbat de Limerick, que al mateix temps suposava evitar que caiguessin en mans dels MacCarthys, la branca principal de la dinastia Eóganachta. Els bisbes van instal·lar una famosa escola a Cashel, des de la qual enviaven bisbes a diversos llocs del continent, especialment a Ratisbona (Alemanya).
En el Sínode de Cashel de 1172 els bisbes irlandesos van decidir acceptar la sobirania d'Enric II d'Anglaterra sobre Irlanda, en la línia de l'establert pel Papa Alexandre III. El 1647, durant les Guerres confederades d'Irlanda, Cashel va ser saquejada i destruïda per les tropes parlamentàries angleses dirigides per Murrough O'Brien. Més de mil catòlics irlandesos, entre soldats, clergues i civils, es van refugiar a la Roca, i van ser massacrats durant els enfrontaments posteriors. Després, els edificis de la Roca de Cashel van quedar abandonats i van entrar en un període d'oblit i ruïna, fins a ser rehabilitats recentment com a monument i atractiu turístic.

## Personatges il·lustres
- Sir Robert Peel va ser diputat per aquesta circumscripció.
- John M. Feehan, escriptor